# Вище голову!
«Вище голову!» - український короткометражний фільм режисера Івана Зотікова.

## Про фільм
Чи замислювалися ви колись, яке гарне місто оточує вас з усіх боків? Чи піднімали голову, розглядаючи фасади історичних будівель та читаючи таблички "Тут жив..." та "Тут творив..."? У киянина Івана Зотікова така думка жила давно, тож дана робота - про історію одного міста очима того, хто в ньому жив. 
Фільм знятий у поетичній формі есе та розповідає про життя видатного письменника Віктора Платоновича Некрасова та місто Київ, у якому він народився і жив.